# Benjamin Fuchs
Benjamin Fuchs (ur. 20 października 1983 w Norymberdze) – austriacki piłkarz pochodzenia niemieckiego grający na pozycji obrońcy w tureckim klubie CI Group Bucaspor FK.

## Kariera
Karierę piłkarską rozpoczął w wieku 9 lat, w 1991 roku, kiedy to był zawodnikiem drużyny młodzieżowej 1. FC Nürnberg. Następnie w 2000 roku został zawodnikiem SpVgg Greuther Fürth, gdzie przebywał do 2006 roku. W barwach Kleeblätter na poziomie 2. Bundesligi rozegrał 9 spotkań. 1 lipca 2006 został zawodnikiem SV Wehen Wiesbaden, gdzie przebywał jeden rok. 1 lipca 2007 został zawodnikiem Eintrachtu Brunszwik. W barwach BTSV zaliczył 106 spotkań, a także strzelił 2 gole. Wraz z tym samym klubem sięgnął w 2011 roku po mistrzostwo 3. Ligi. W 2012 przeszedł do Manisaspor, gdzie zaliczył 71 występów 14 asyst i jednego gola. 1 lipca 2014 został zawodnikiem Konyaspor, gdzie przebywał jeden rok. 1 lipca 2015 dołączył do Göztepe SK, skąd 14 stycznia 2016 został wypożyczony do Gazişehir Gaziantep FK. 30 czerwca 2016 powrócił do Göztepe SK. 8 września 2017 jego umowa z Göz Göz stała się nieważna. 18 stycznia 2018 roku dołączył do Gümüşhanespor. 16 lipca 2018 przeszedł do Fatih Karagümrük S.K, gdzie przebywał do 9 kwietnia 2019. 6 lipca 2019 został zawodnikiem Ci Group Buca.